# テルモプシン
テルモプシン(Thermopsin, EC 3.4.23.42)は、酵素である。以下の化学反応を触媒する。
ペプシンAと似た基質特異性を持ち、P1位及びP1'位の嵩高い疎水性アミノ酸を好んで切断する。
この酵素は、好熱古細菌Sulfolobus acidocaldariusから単離された。